# Col de Turini
Il Col de Turini è un passo situato nelle Alpi Marittime francesi che collega La Bollène-Vésubie, nella valle Vesubia, a Moulinet e Sospello, in val Bevera. Consente anche di raggiungere la valle di Paillon e i comuni di l'Escarène e Lucéram. Raggiunge l'altitudine di 1 604 m s.l.m. Il punto più alto è raggiunto da tre strade principali ed attraversato anche dal collegamento con la stazione sciistica di Camp d'Argent.

## Cinema
Nel 1974 sul Col de Turini sono state girate le scene finali del film Esecutore oltre la legge di Georges Lautner, con Alain Delon, Mireille Darc e Claude Brasseur.

## Sport

### Ciclismo
Il Tour de France ha affrontato cinque volte il Col de Turini, classificandolo di 1ª categoria: nel 1948 (vittoria di Louison Bobet), nel 1950 (Jean Robic), nel 1973 (Vicente López Carril) e nel 2020 (Anthony Perez). La Parigi-Nizza lo ha invece inserito come arrivo di tappa nell'edizione 2019, con un'ascensione effettuata dal versante ovest, il più corto, anch'essa classificata di 1ª categoria. Il Tour è tornato sul colle nel 2024.

### Escursionismo
Il Col de Turini è una tappa della Via Alpina.

### Rally
Si tratta di una prova tipica del Rally di Monte Carlo, effettuata generalmente in salita da Sospello.